# Rue Vivienne
Pour les articles homonymes, voir Vivienne.
La rue Vivienne est une rue des 1er arrondissement (quartier du Palais-Royal) et 2e arrondissement (quartier Vivienne) de Paris, en France.

## Situation et accès
Ce site est desservi par les stations de métro Bourse et Grands Boulevards.

## Origine du nom
La rue tient son nom de Louis Vivien, seigneur de Saint-Marc (ou Saint-Mard, commune de Seine-et-Marne) échevin de Paris (1599).

## Historique
La rue Vivienne fut d'abord une voie romaine menant à Saint-Denis, bordée, selon l'usage des anciens, de sépultures dont on a retrouvé de nombreux débris.
La rue Vivienne resta une route à travers champs pendant tout le Moyen Âge. Quelques maisons y furent construites au XVIe siècle. Elle prit alors son nom de la famille Vivien qui y possédait des terrains. La route devint rue et commença réellement à être habitée lorsque la construction du Palais-Royal recula les remparts de Paris jusqu'aux Grands Boulevards.

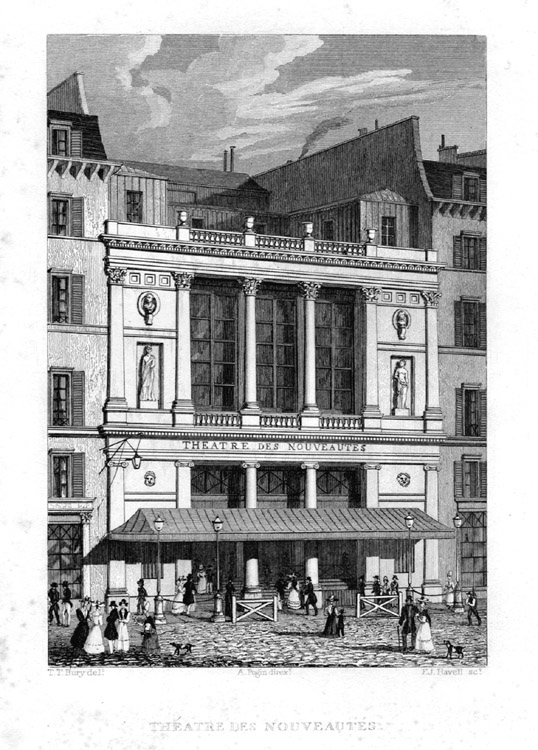
L'ancien théâtre des Nouveautés vers 1827.

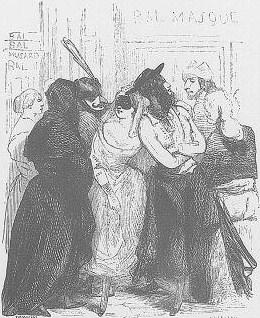
Le Carnaval de Paris était jadis très vivant rue Vivienne : l'entrée d'un bal masqué en 1843.

La rue Vivienne commence sur le Palais-Royal, elle existait déjà au XVIIe siècle, comme en témoigne une carte de la Bibliothèque nationale. L'hôtel de Colbert en occupait les premiers numéros sur le flanc est. Il en est fait mention sous le nom de « rue Vivien » sur le plan de Gomboust (1652), bien que sur un plan de Paris de 1830[Lequel ?], la rue se nomme rue Grojenne.
Le cardinal Mazarin y fit construire un immense palais occupant l'espace compris entre les rues des Petits-Champs, de Richelieu, Colbert et rue Vivienne, où il réunit quarante mille livres rares, cinq cents tableaux, quatre cents statues de marbre, de bronze, de porphyre, « tout ce que la Grèce et l'ancienne Rome avaient eu de plus précieux ». À sa mort, ce palais fut partagé en deux parties, l'une donnée au duc de la Meilleraye, époux d'une nièce du cardinal, qui devint en 1719 l'hôtel de la Compagnie des Indes et l'autre qui devient en 1721 la bibliothèque royale. Entretemps, le palais avait hébergé la banque générale de John Law, ayant son entrée rue Vivienne. En face du palais Mazarin, la rue Vivienne accueillait deux autres hôtels appartenant au frère et au neveu du grand ministre, Croissy et Torcy.
Sur le plan de 1742, la rue s’interrompt sur la rue Saint-Augustin pour une raison simple : le bâtiment qui la clôt, le couvent des Filles-Saint-Thomas est adossé aux murailles de la ville.
La partie supérieure de la rue (rue Neuve-Vivienne) ne fut ouverte et urbanisée que dans les années 1840, de manière assez rapide et sans doute coordonnée, donnant une certaine homogénéité architecturale. Auparavant, son emplacement était occupé par des jardins.
Le passage des Panoramas, tracé au sein de la même parcelle, est plus ancien que cette partie de la rue. La carte de 1826 montre le passage comme une petite rue bordée de petites maisons, entourée de jardins et d'entrepôts. Bien qu'un pâté de maisons entier ait été construit autour, ainsi que les rues Vivienne et Montmartre, la structure du passage reste inchangée.

## Bâtiments remarquables et lieux de mémoire

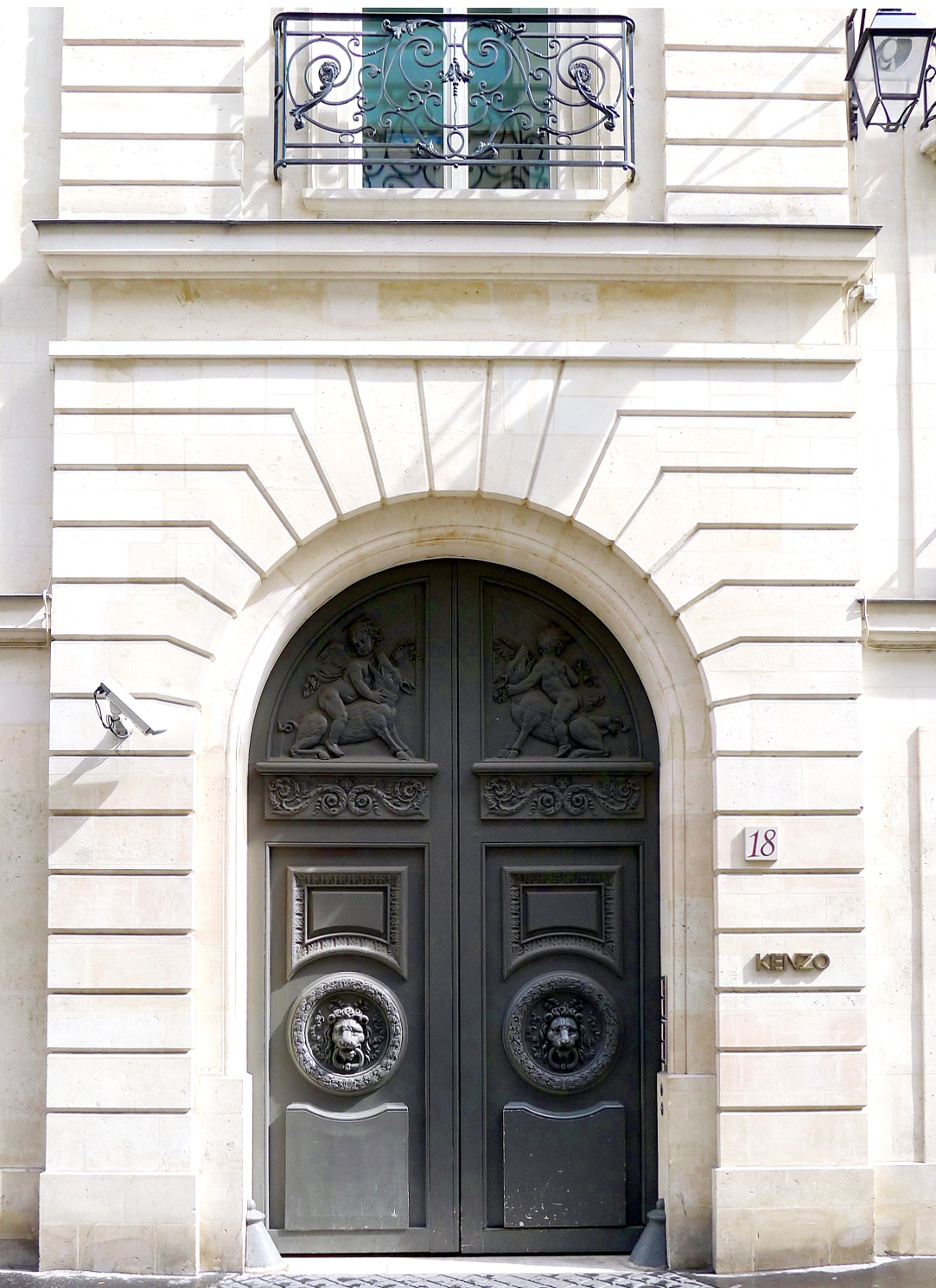
No 18 : ancien hôtel particulier Desmarets (inscrit aux MH), siège de Kenzo.
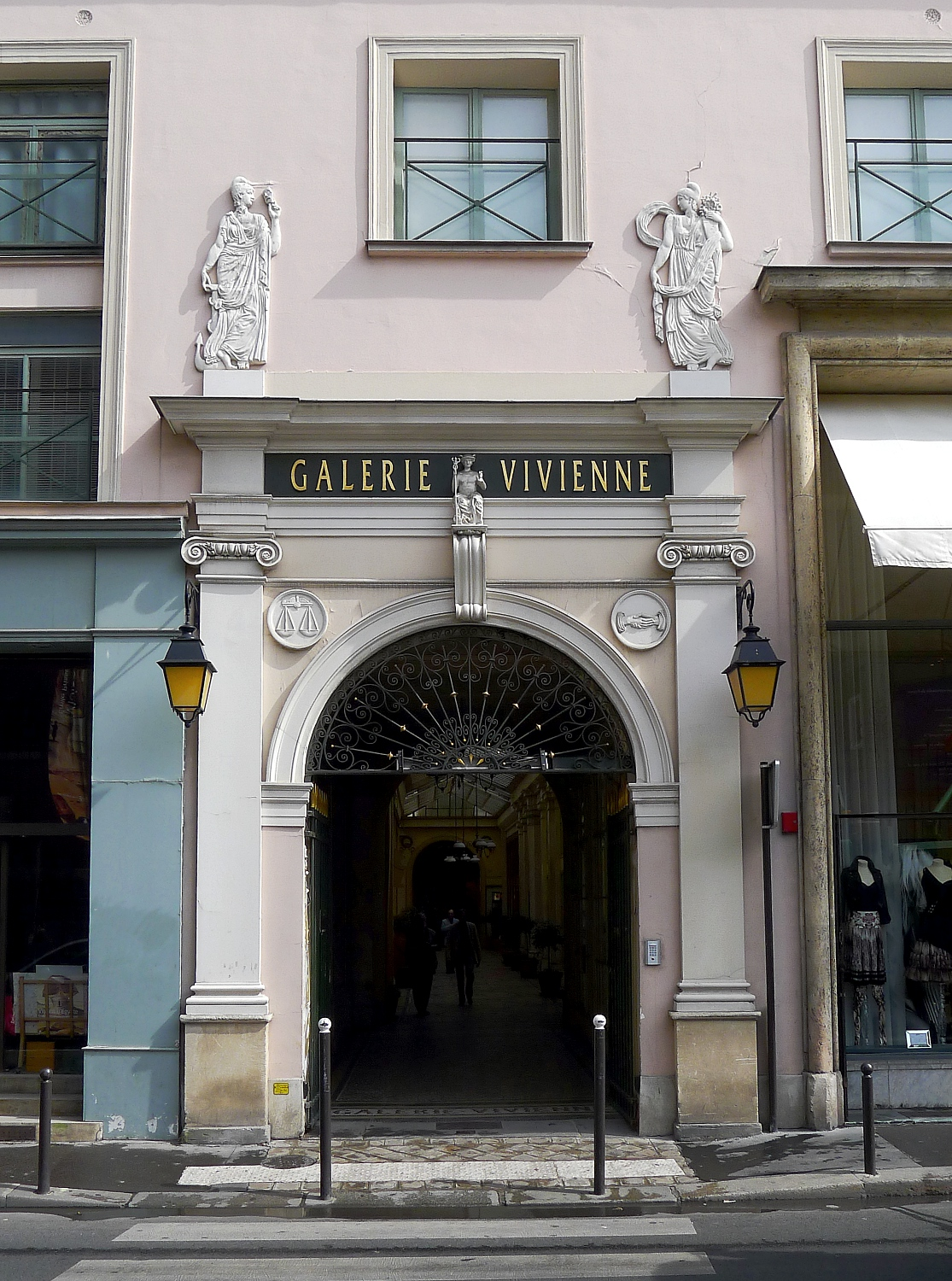
Entrée de la galerie Vivienne.
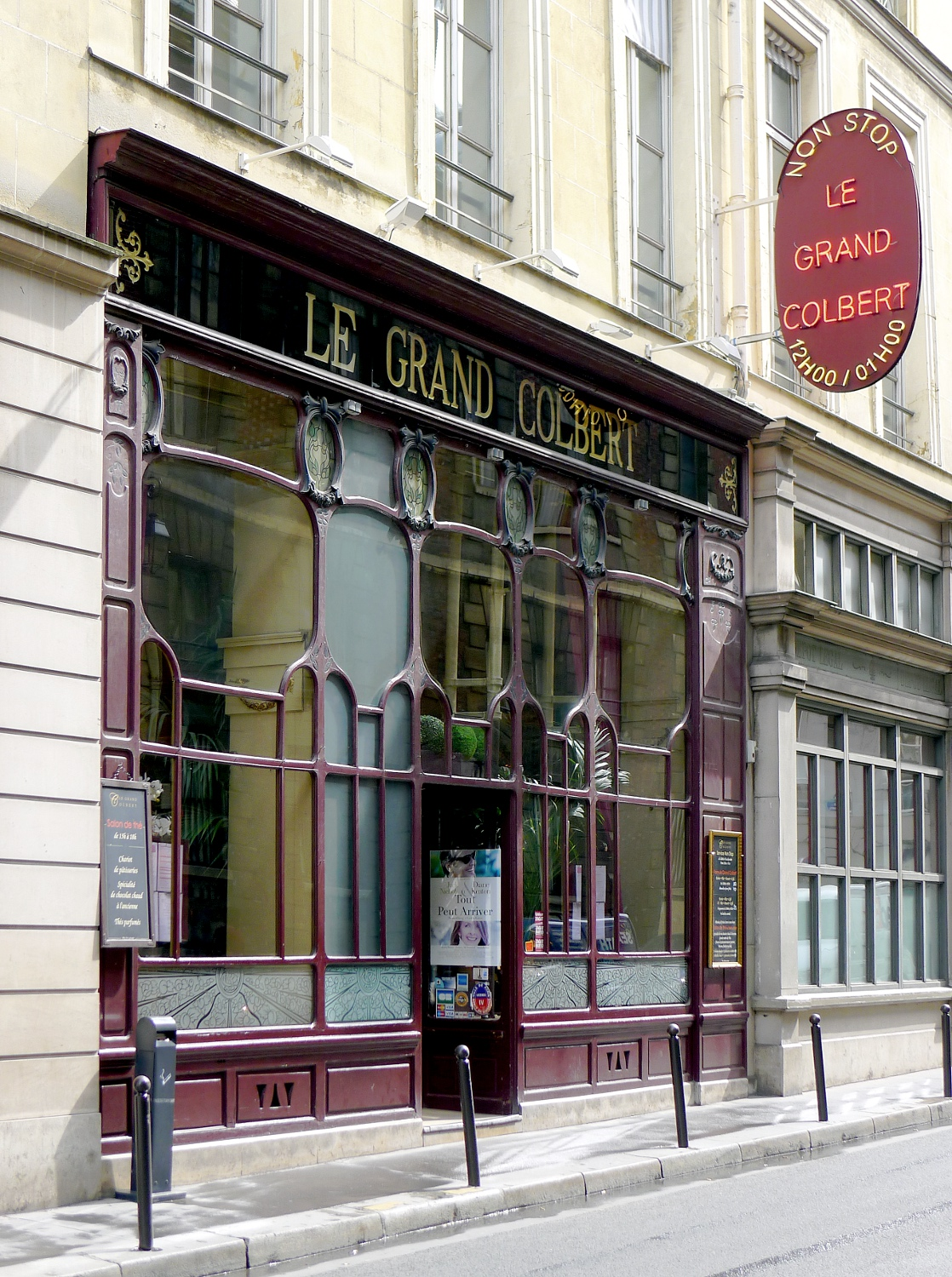
Restaurant Le Grand-Colbert.
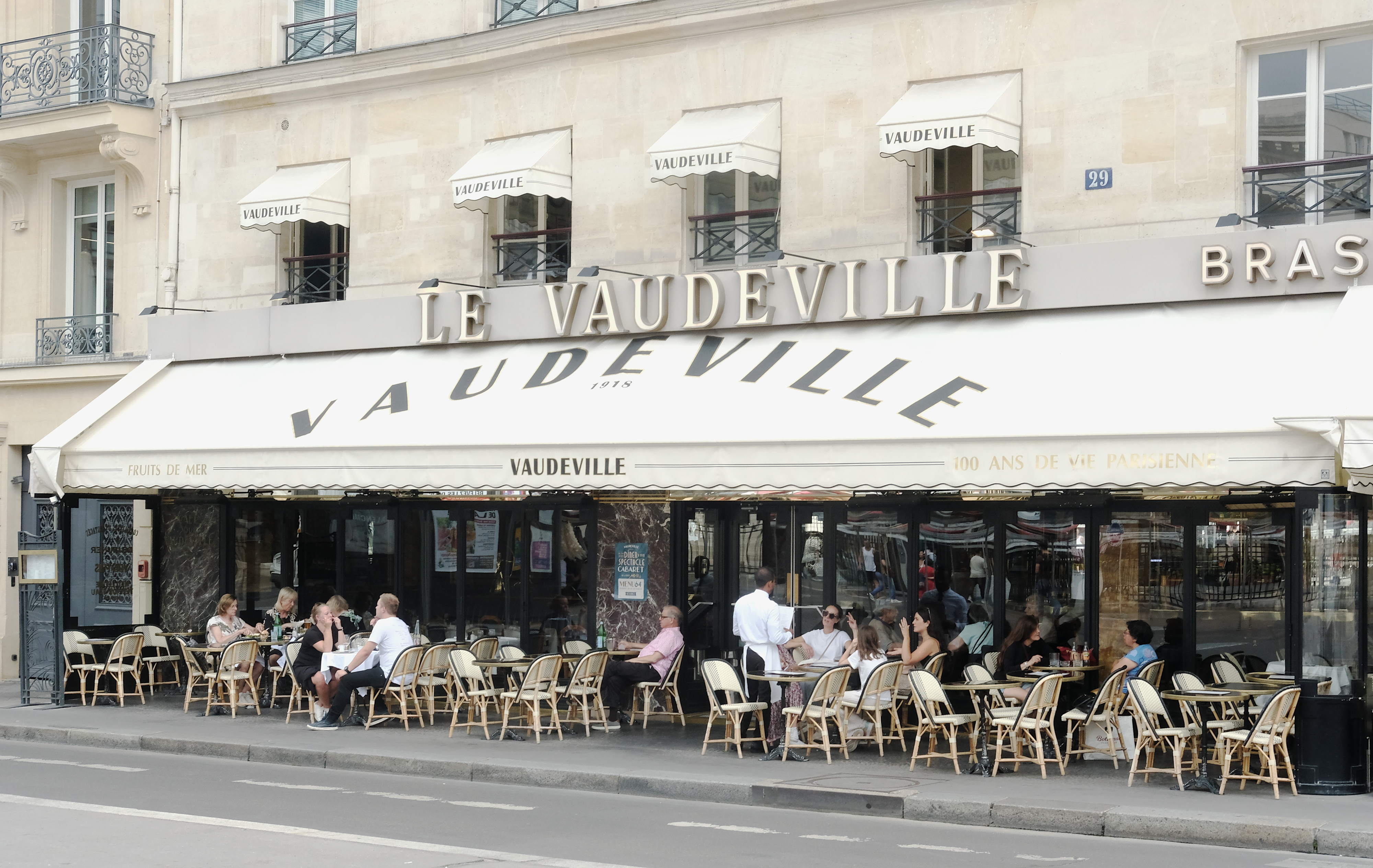
No 29 : Le Vaudeville.

Le bâtiment le plus célèbre de la rue est sans doute le site historique de la Bibliothèque nationale de France (BnF) (ancienne Bibliothèque royale et impériale).
La galerie Vivienne, construite par l'architecte Antoine-Laurent-Thomas Vaudoyer, commence sur la rue en face de la cour Vivienne de la BnF. Le bâtiment qui fait l'angle est de la rue Vivienne et de la rue des Petits-Champs (à l'emplacement des hôtels Bautru de Louis Le Vau et Colbert) accueille aujourd'hui l'Institut national d'histoire de l'art (INHA).
Exception faite de l'hôtel Tubeuf (ou palais Mazarin), partie intégrante de la BnF, il ne reste que peu des hôtels particuliers de la rue : l'hôtel de Torcy, restructuré à plusieurs reprises (notamment en 1999) et occupé de longue date par des bureaux ; l'hôtel de Desmarets (il n'est pas certain que le bâtiment actuel, restructuré en 2008, soit bien celui-ci) ; l'hôtel de Bignon se trouvait à l'emplacement du bâtiment récent de l'Agence France-Presse (AFP). Depuis les années 2000, un certain nombre d'institutions publiques ont élu domicile dans la rue : l'Institut national d'histoire de l'art (INHA), depuis la fin des années 1990 ; la Commission nationale de l'informatique et des libertés (CNIL, en 2004) ; l'Agence d'évaluation de la recherche et de l'enseignement supérieur (AERES, en 2007, devenue HCERES en 2014) ; l'Autorité des marchés financiers (AMF, en 2003) ; la Commission de régulation de l'énergie (CRE, en 2004, un bâtiment auparavant occupé par un squat d'artistes).
La proximité du palais Brongniart, longtemps siège de la Bourse de Paris, a marqué le caractère de la partie nord de la rue : les commerces de monnaies y sont nombreux, et les métiers de la bourse (agents de change en particulier) ne l'ont quittée qu'à la fin des cotations physiques à la corbeille.

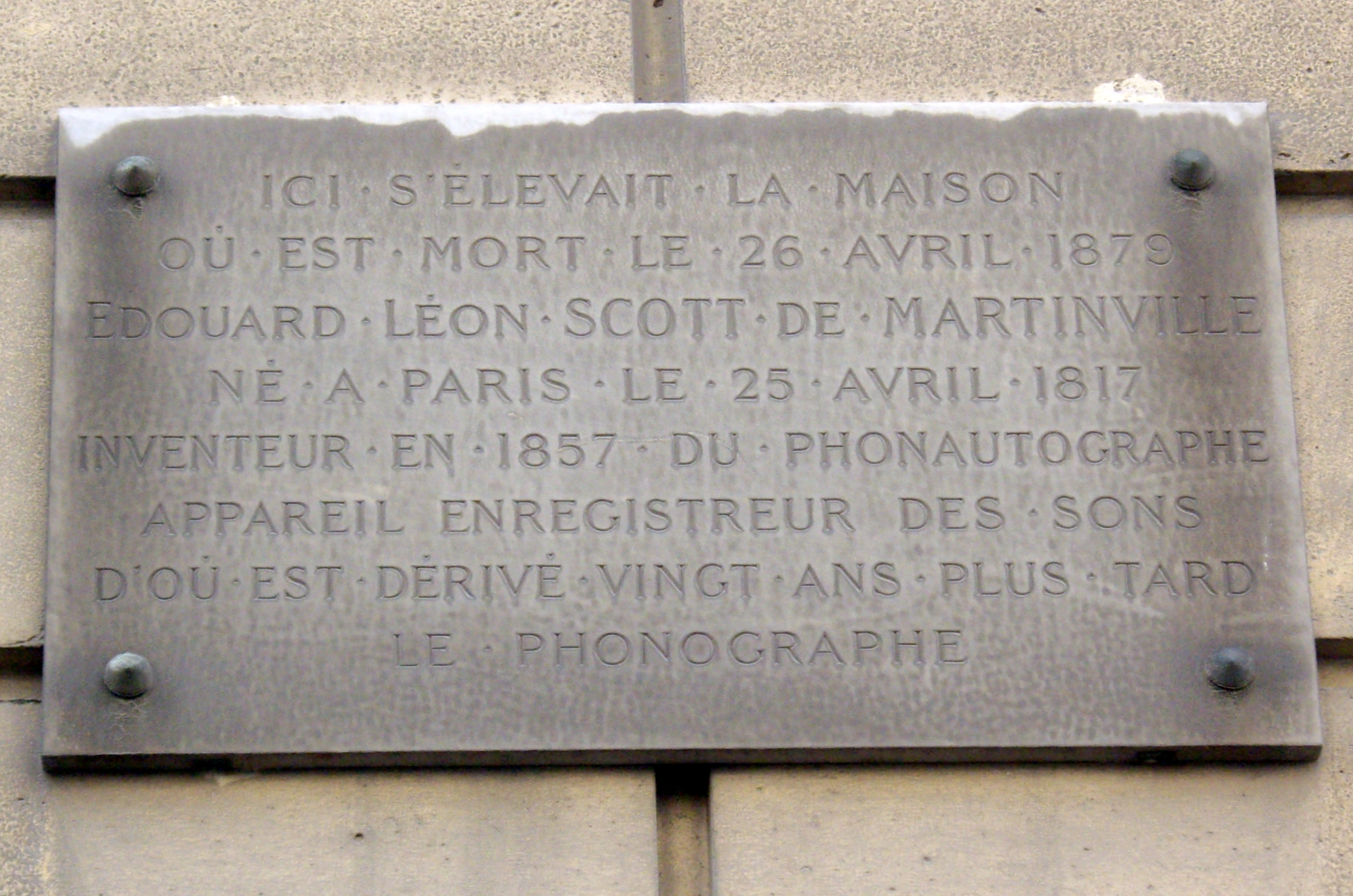
Plaque commémorative au no 9.

Dans les années 1990, un fonds de pension californien a fait l'acquisition de deux bâtiments (aux nos 49 et 51) pour y réaliser une opération immobilière. L'un des bâtiments a été totalement détruit et remplacé par une façade moderne sans attrait, l'autre n'a conservé qu'une partie  de la façade sculptée originale (dénaturée par son traitement en mur-rideau). Les deux immeubles passent ensuite dans les mains de AEW Europe puis de Sofidy. Le journal économique La Tribune y a installé ses bureaux entre 2006 et 2008. La société Fremantle occupe une partie de l'immeuble.
- Dans cette rue habita de 1793 à 1806 le peintre, graveur Louis Carrogis, dit Carmontelle (1717-1806)[7].
- No 2 : lieu de la Bibliothèque nationale de France où se faisait le dépôt légal en France avant que le service ne soit transféré dans le site de Tolbiac. Longtemps à l'abandon, le rez-de-chaussée accueille depuis 2017 un restaurant dirigé par le pâtissier Christophe Adam ; l'enseigne Dépôt Légal est classée, donc conservée[8].
- No 5 : école de culture physique et de boxe, l'académie Émile Maitrot[9].
- No 6 : au niveau de l'immeuble situé à ce numéro est l'une des entrées de la galerie Vivienne. C'est dans la galerie Vivienne, que Kenzō Takada (1939-2020) a ouvert sa première boutique et présenté son premier défilé à Paris[10].
- No 8 : adresse des éditions Alphonse Leduc de novembre 1842 à mai 1844[11]
- No 9 : emplacement de la maison où mourut l'inventeur Édouard-Léon Scott de Martinville en 1879. Une plaque lui rend hommage.
- No 11 : école maternelle, avec une inscription ancienne au fronton : « école de filles ». Comme devant de nombreuses écoles parisiennes, sur la façade est apposée une plaque commémorative pour rendre hommage aux enfants parisiens juifs qui furent déportés de 1942 à 1944 durant l'Occupation allemande[12].
- No 14 : adresse historique du Chocolat Perron[13], avant que l'entreprise ne déménage à Pantin. C'est aussi à cette adresse que l'inventeur Gustave Trouvé installe son atelier, son magasin et sa résidence au milieu du XIXe siècle[14].
- No 15 : c'est là que vécut en 1870 Isidore Ducasse, comte de Lautréamont, célèbre poète français.

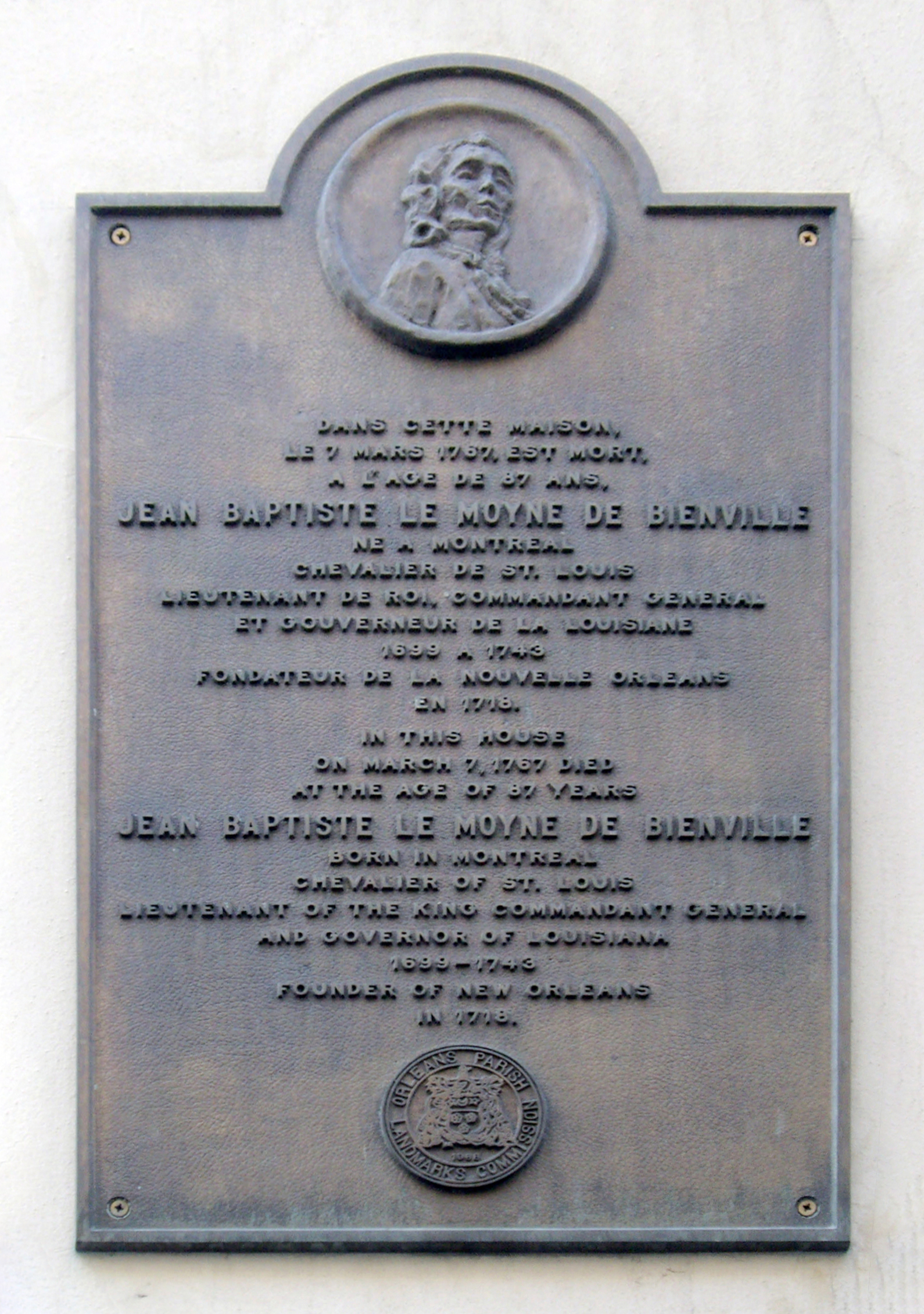
Plaque commémorative au no 17.

- No 17 : c'est là qu'est mort le 7 mars 1767 Jean-Baptiste Le Moyne de Bienville, né à Montréal et fondateur de La Nouvelle-Orléans en Louisiane. Une plaque commémorative est apposée sur l'immeuble.
- No 18 : les éditions Alphonse Leduc sont de retour dans la rue, mais à ce numéro-ci et de 1847 à 1854.
- No 26 : Boutique Godot & Fils, ouverte depuis 1933 sous le nom de « Banque André Godovannikoff ».
- No 27 : « Grand Comptoir de la Bourse ».
- No 29 : la brasserie Le Vaudeville.
- No 34 : Aubercy, maison française de botterie fondée en 1935.
- No 36 : à cette adresse en 1866 se trouve un magasin d'objets d'art provenant de Chine et du Japon, à l'enseigne de La Porte Chinoise, fréquenté par des collectionneurs comme Alfred Stevens, Baudelaire, Félix Bracquemond, Daudet, Whistler[15].
- No 36 et No 51 : Anciens bâtiments de l'Académie Julian.

- No 38 : L’entrée ouest du passage des Panoramas avec la boutique Stern.

- No 39 : le 25 février 1954, Jacques Fesch braque le bureau de change au 39, rue Vivienne, avant de trouver refuge au cinquième étage du bâtiment du 9, boulevard des Italiens, où il blesse mortellement le gardien de la paix Jean-Baptiste Vergne dans la cour de l'immeuble.
- No 44 : « C'est ici que trôna, pendant des décennies, un fameux club gay, le Scaramouche » indique Le Parisien en 2000. Lui succède le Star Club[16].
- No 46 : ici habitait, en 1840, le romancier et journaliste Alphonse Karr.
- No 48 : siège de l'Agence de publicité Dollingen, entre 1852 et 1873.
- No 49 : emplacement de la salle Vivienne. En 1836, Philippe Musard y transfère son « Concert Musard ». Hector Berlioz y crée sa Symphonie funèbre et triomphale en 1840. En 1934, la salle est remplacée par un cinéma construit ben sous-sol, le « Ciné-Vivienne », puis le « Vivienne ». Rénové en 1966, il rouvre sous le nom « Marotte ». Ce cinéma se spécialise dans la seconde moitié des années 1970 dans le cinéma homosexuel, et est rebaptisé « Boy's Vidéo Club » en 1982. Après sa fermeture définitive le 6 décembre 1988, le bâtiment abritant le cinéma est démoli et un nouvel immeuble est reconstruit, avec un parking situé à l'emplacement de l'ancienne salle.
- No 53 : Alexandre-François Debain y a son entreprise en 1844[17].

- À la fin de sa vie, vers 1748, Mme de Tencin, célèbre salonnière et écrivain, habita un petit appartement rue Vivienne qui s'arrêtait alors au niveau de l'actuelle place de la Bourse. Elle fut la mère de d'Alembert.
- Le peintre Armando Reverón vécut dans cette rue en 1914.
- Le collectionneur Pierre-Jean Chalençon y possède un appartement dans un vestige de l'hôtel particulier dit "de Montmorency-Luxembourg", construit au XVIIIe siècle, acheté 6 millions d'euros, qu'il a renommé « palais Vivienne »[18].
- Au croisement avec la rue des Petits-Champs se trouvait dans les années 2000 une plaque commémorative fantaisiste : « Cette plaque a été posée le 19 décembre 1953 »[19],[20].

## Dans la littérature
À la fin du XVIIIe siècle, l’écrivain Louis-Sébastien Mercier décrit la rue, dans Tableau de Paris (tome neuvième, extrait du chapitre DCCLII  Rue Vivienne) : 

« Il y a plus d’argent dans cette seule rue que dans tout le reste de la ville ; c’est la poche de la capitale. Les grandes caisses y résident, notamment la Caisse d'escompte. C’est là que trottent les banquiers, les agents de change, les courtiers, tous ceux enfin qui font marchandise de l’argent monnayé. (…) Les capitalistes habitent de préférence ce quartier opulent d’où n’approche jamais la misère, qui se réfugie ailleurs. »

Honoré de Balzac y situe la plus grande partie de son roman Gaudissart II, d'abord intitulé Un Gaudissart de la rue Vivienne. Du même auteur, dans Le Colonel Chabert, c'est dans cette rue qu'est installé le cabinet juridique au cœur de l'intrigue.

## Pour approfondir